# Luis Francisco I de Borbón-Conti
Louis François de Bourbon (París; 13 de agosto de 1717-París; 2 de agosto de 1776), príncipe de Conti, conde de La Marche, duque de Mercœur, general y diplomático. Hijo de Luis Armando II de Borbón-Conti y de Luisa Isabel de Borbón-Condé.
Luis Francisco fue uno de los personajes claves de la oposición de Luis XV de Francia, y jugó un rol central en la vida de la corte del palacio de Versalles entre los años 1740 y 1750, además de un rol ambiguo en la ciudad de París entre los años 1760 y 1770. Luis Francisco fue uno de los coleccionistas más grandes del siglo XVIII.

## Biografía

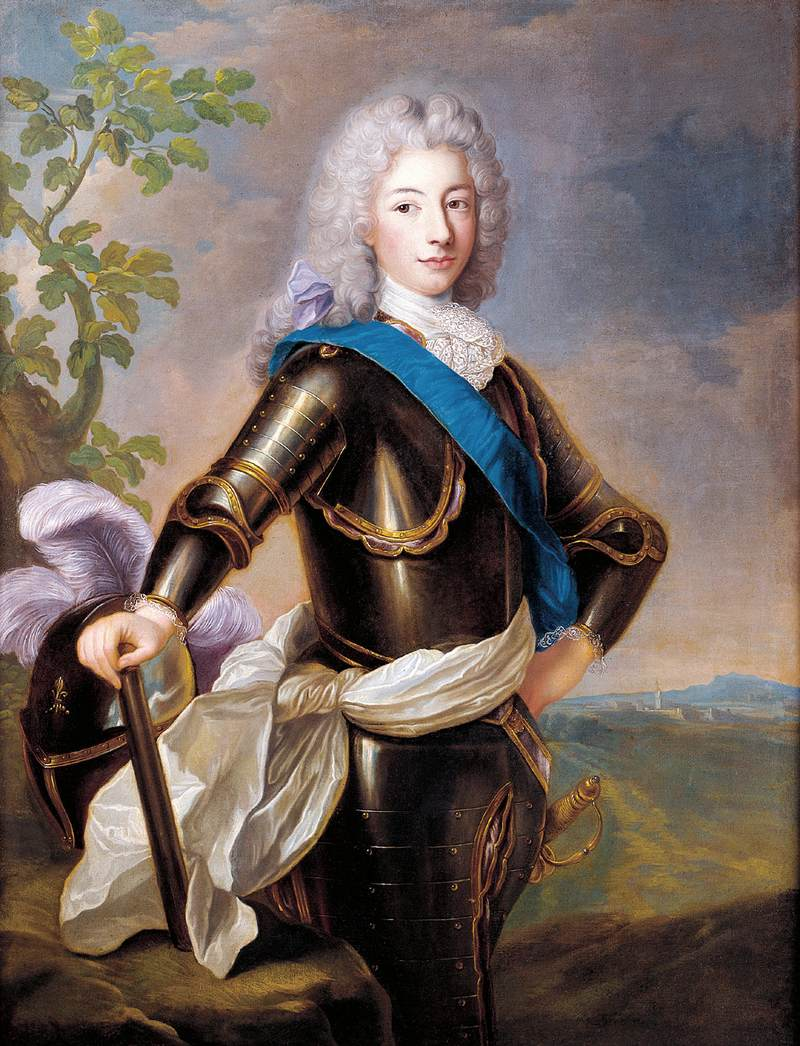
Luis Francisco I de Borbón-Conti, en su juventud.

Luis Francisco, a diferencia de su jorobado y deforme padre era un hombre apuesto, alto y espigado. Siendo primo del Rey Luis XV de Francia fue bautizado recién a los 26 años, teniendo como padrino al propio rey y por madrina a Isabel Carlota del Palatinado madre del Duque de Orleans, el Regente.
Se educó en primer lugar en el Liceo Louis-le-Grand, dirigido por los jesuitas y más tarde completó sus estudios bajo la dirección de un preceptor también de la orden de la Compañía de Jesús.
Se casó el 22 de enero de 1732 con Luisa Diana de Orleans, conocida como Mademoiselle de Chartres, quien era la hija menor del regente Felipe II de Orleans y de Francisca María de Borbón.

### Carrera militar

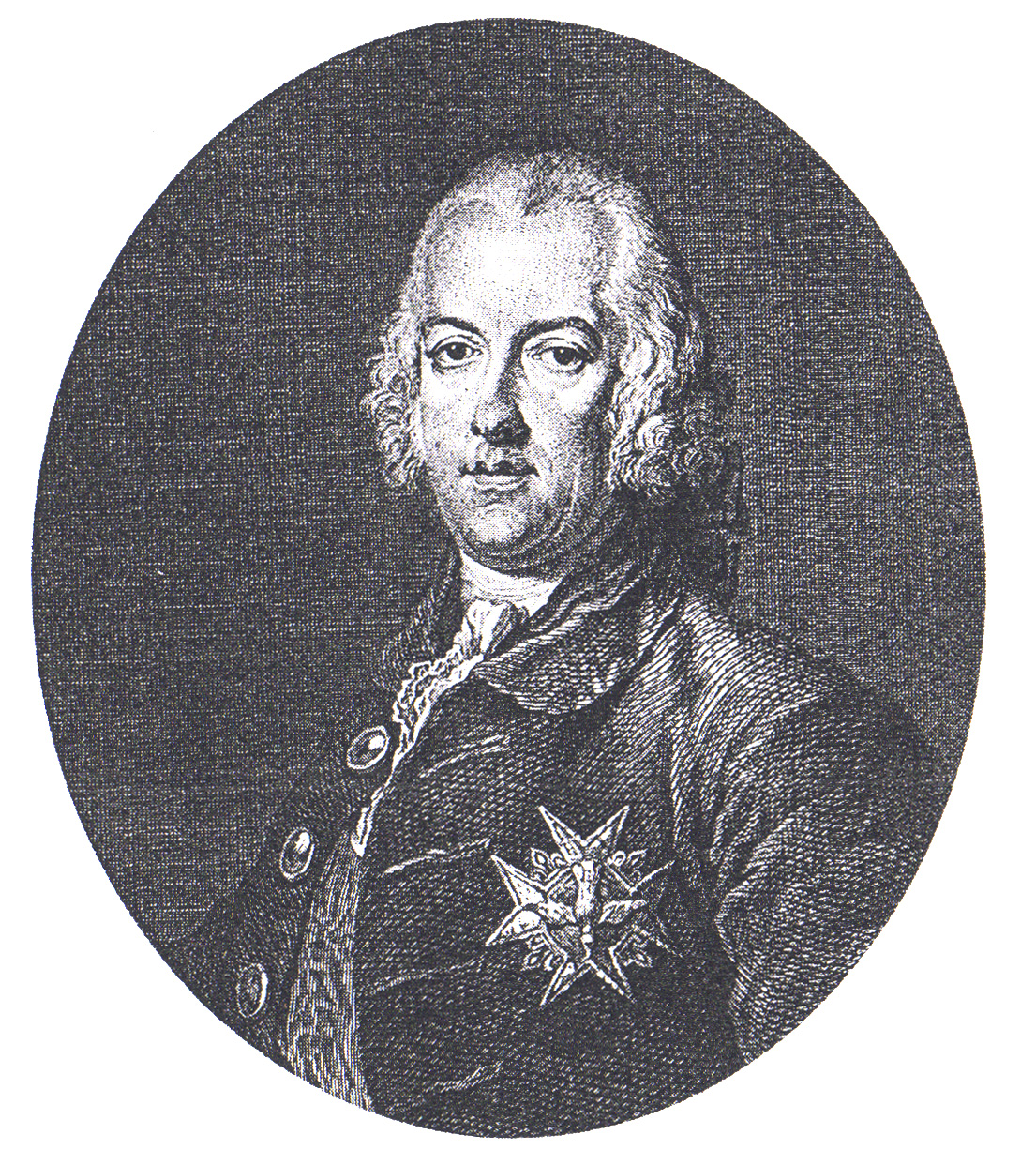
Romanet Le Tellier: Retrato del Príncipe Luis Francisco Borbón.

El joven príncipe Luis Francisco desarrolla una brillante carrera militar en la Armada del Rey. Fue nombrado caballero de la Orden del Espíritu Santo el 1 de enero de 1733, y participó en la guerra de Sucesión Polaca en ese mismo año bajos las órdenes del mariscal de Berwick.
En la primavera de 1734 participó en el asedio de Philippsburg y fue nombrado mariscal de Campo. Al año siguiente reúne a la Armada Francesa en Alemania y fue promovido a lugarteniente general.
Dolorosamente afectado por la muerte de su joven esposa que murió dando a luz, y del niño que moriría a los pocos días, se retiró en 1736 a su castillo de L'Isle-Adam, donde pasa dos años de luto dedicándose a su pasatiempo favorito: la caza.
Al iniciarse la guerra de Sucesión Austriaca se puso a disposición de la corona, pero no teniendo respuesta, partió sin autorización para reunirse con la armada de Jean-Baptiste Desmarets, mariscal de Maillebois. Cuando el rey advierte la falta lo hace arrestar, pero gracias a la intercepción de su madre pudo ir a campaña en Bohemia como simple voluntario, sin grado. El 27 de mayo de 1743 en la batalla de Deckendorf su caballo fue herido y pierde todo su equipo. Su valentía impresionó al Rey quien le entregó como recompensa el gobierno de Poitou, el palacio de Fontainebleau más una generosa renta anual.
El 1 de febrero de 1744 Luis Francisco recibe el comando de una armada de 30 000 hombres para combatir contra Carlos Manuel III de Cerdeña junto a los españoles. Alcanza a las tropas aliadas el 14 de marzo que eran comandadas por el Infante don Felipe. En abril, Luis Francisco ocupó el castillo de Apremont y la ciudad de Niza, el 20 atacó Villefranche-sur-Mer y el 22 toma el fuerte de Mont Alban. También asedió Demonte que finalmente cayó el 17 de agosto.
Al momento de la batalla de Madonna del Olmo el 30 de septiembre, Conti a la cabeza de sus tropas cargó contra la batería del enemigo y usó sus propio fuego en su contra, obteniendo la victoria, sin embargo no logró conquistar la ciudad de Cuneo, por lo que tras unos desacuerdos con el Comandante español, levantó el asedio y volvió a París el 9 de diciembre.
El éxito lo vuelve ambicioso. Le solicita al Rey encargos militares siempre más importantes, pero Luis XV no quería volverlo más popular de lo que ya era. Gracias a su fama, el joven príncipe que parecía conseguirlo todo, se había convertido en un personaje demasiado influyente entre los cortesanos y los militares.
En 1745 recibe la comandancia de la Armada de Bajo Rin, pero con la orden de permanecer a la defensiva. El 1 de mayo de 1746 es nombrado comandante en jefe, toma Mons el 2 de julio y Charleroi el 1 de agosto. Como recompensa Luis XV le concede seis piezas de artillería que adornaron el ingreso al salón del castillo de L'Isle-Adam. Pero tras una controversia con el Mariscal de Saxe en Flandes entregó su renuncia y regresó a Francia.
El 15 de agosto Conti se presentó delante de Rey en Versalles. El encuentro fue cordial y Luis XV le confirió el grado de generalísimo. Pero ya que el mariscal de Saxe se había lamentado del comportamiento del príncipe fue éste reprendido por el rey, y se convirtió en una discusión tempestuosa a continuación de la cual Conti decide retirarse a L'Isle-Adam. Fue una discusión con el rey lo que terminó abruptamente con su brillante carrera militar.

### Vida en la corte
La relación entre Luis Francisco y el Rey fueron en adelante muy tirantes. El Rey estimaba a su primo por su enorme capacidad en materia política, militar y jurídica, pero al mismo tiempo le temía a su ambición. De mala gana
A pesar de ello, Luis XV que siempre estuvo rodeado por consejeros faltos de visión y agotado por las intrigas políticas y de ambiciones personales que se tramaban en su entorno, buscó en Conti el consejero que le faltaba. Protegido por la amante oficial del rey, Madame de Châteauroux, el príncipe ganó influencia sobre el rey, hasta 1744 cuando murió la dama.
El ascenso de Jeanne-Antoinette Poisson, Madame de Pompadour como amante favorita le quita a Luis Francisco un importante apoyo. Ella le temía a las ambiciones del Príncipe y principalmente a la influencia que éste tenía en la corte y sobre el mismo rey. Por lo que de a poco comenzó a bajarle la importancia delante del Rey, cosa que seguramente funcionó ya que éste siempre se mantenía cauto a la hora de confiar en su primo. 

### Ministro y diplomático

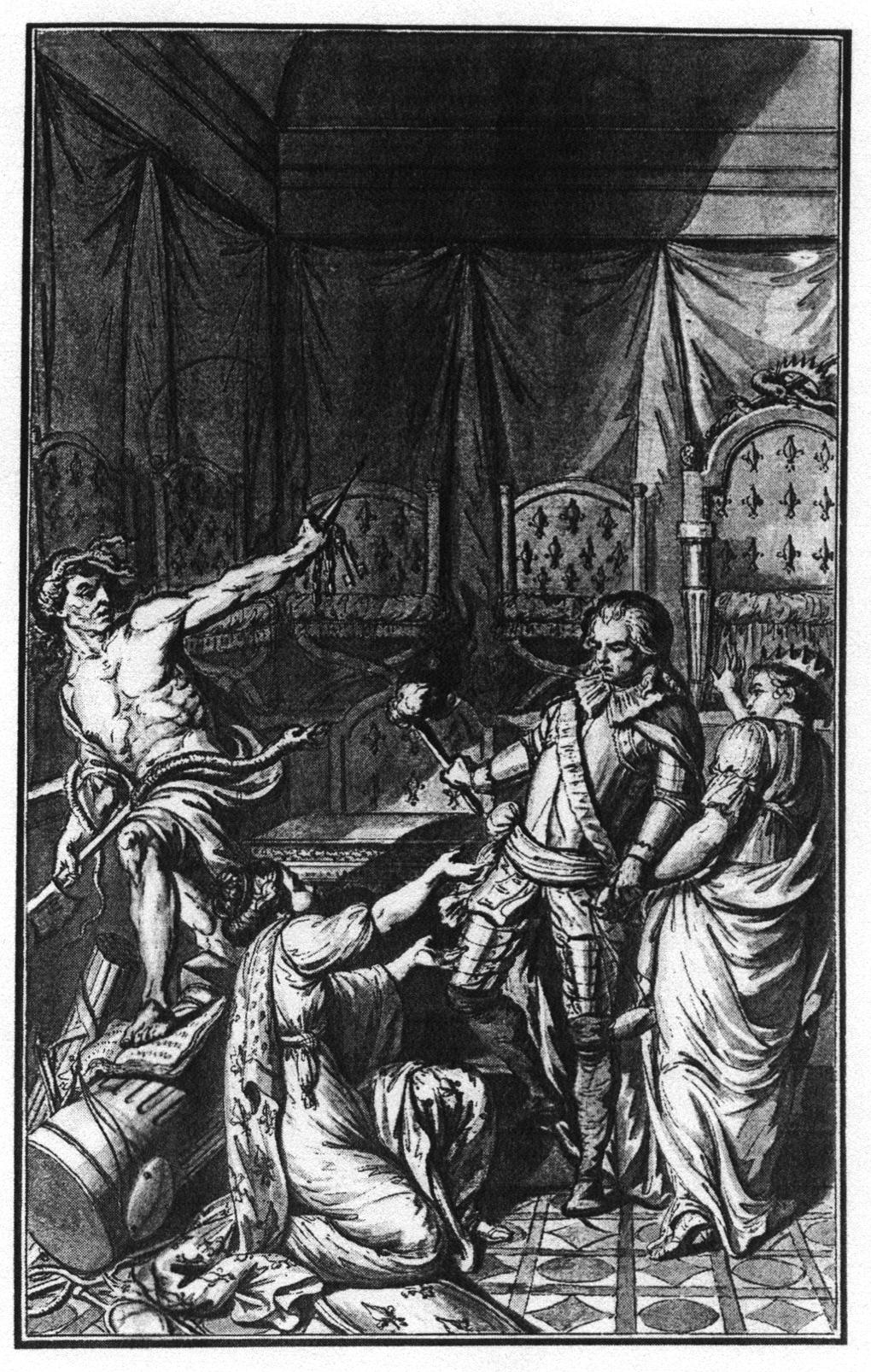
Philippe Louis Parizeau. El Príncipe de Conti defensor de la Patria

Desde finales de 1752 Luis XV aceptó el consejo de su primo en relación a la correspondencia secreta de sus embajadores. Él fue su contraparte en la conducción de la diplomacia francesa. Ministro sin portafolio, Conti fue puesto como jefe del Servicio de Espionaje del Rey. Lo que significaba estar a cargo de una red de agentes secretos que procuraban información sobre todas las cortes europeas. Esta red era paralela a las vías diplomáticas oficiales y fue creada por Luis XV debido a dos motivos: desconfiaba de sus representantes diplomáticos y quería que Luis Francisco fuera elegido Rey de Polonia, tal como tratara anteriormente Luis XIV con el abuelo de Conti, Francisco Luis de Borbón-Conti.
Efectivamente Luis XV se encontraba en una situación muy parecida a la de su bisabuelo Luis XIV de Francia que quería alejar de la corte a los príncipes de Sangre Real que amenazaban su poder. Luis XV buscó la misma vía: trató de satisfacer las ambiciones de su primo con el trono polaco y al mismo tiempo, alejarlo de la corte y beneficiarse con su apoyo. Esta estrategia no era compartida por algunos consejeros reales, que no apreciaban las cualidades políticas del príncipe. A pesar de la opinión que lo rodeaba, el rey insistía en sentar a su primo en el trono de Polonia.
Desde 1740 a 1750 el príncipe de Conti fue un verdadero intermediario en la Corte de Versalles, y los consejeros del rey veían en él una amenaza a sus ambiciones. Rápidamente se creó una corriente de oposición al príncipe, impulsada por Madame de Pompadour.
El rey, por otra parte, tenía muy presente el recuerdo de la Fronda que amenazó el reinado de Luis XIV de Francia y no desconocía el hecho que Luis Francisco sería capaz de cualquier cosa para complacer sus ansias de poder. Había demostrado ya varias veces no ser de los más fieles al rey.

### Gran Prior de Francia de la Orden de Malta
Bajo la influencia de la Pompadour, Luis XV buscó otras funciones para Luis Francisco, las que le procuraran no sólo prestigio y un buen ingreso si no que al mismo lo distanciara de Versalles. Invocando al papa Benedicto XIV logró que se nombrara a Luis Francisco Gran Prior de la Orden de Malta en París, el 16 de abril de 1749.
A pesar que en un inicio los miembros de la orden estaban escépticos de la llegada de este príncipe, con reputación de ateo y libertino, Conti cumplió rápidamente con sus deberes de gran prior y contribuyó enormemente a la prosperidad de la Orden.
Hace levantar nuevas construcciones al interior de la torre del Templo en París y por lo tanto, fuera de la jurisdicción del rey de Francia. Con su nuevo nombramiento gozaba del usufructo del palacio y de los privilegios y franquicias, el derecho a asilo y otras libertades que no se encontraban bajo las órdenes del rey. No era Polonia pero la Orden significaba un pequeño reino independiente en el centro de París.
Desde 1756 Luis Francisco de Borbón-Conti se instaló definitivamente en el palacio del Priorato para llevar la vida de un príncipe fundador, y luchó enérgicamente contra el absolutismo monárquico que consideraba despótico.

### Fundador antiabsolutista
En cuanto se convirtió en gran prior, Conti se asesoró con el abogado jansenista Louis Adrien Le Paige como alguacil del Templo. Los jansenistas eran conocidos por sus ataques al absolutismo real y a la Compañía de Jesús. Le Paige colaboró en la redacción de los proyectos de ley y denuncias que Luis Francisco con gran elocuencia presentó al parlamento.
La evolución del janseísmo de movimiento teológico a movimiento político trajo consigo el surgimiento de numerosos conflictos con la autoridad eclesiástica. La polémica permaneció por casi medio siglo. Solicitado por Luis XIV de Francia, el papa Clemente XI emite el año 1713 la bula Unigenitus con la que se condenaban numerosas tesis janseístas. Muchos parlamentarios se opusieron a la intervención del Papa en la política religiosa de Francia, pero Luis XIV se mantiene fiel y vetó para siempre al parlamento de pronunciarse sobre esta materia.
El príncipe de Conti, par del rey y miembro de la Cámara del Parlamento de París por derecho de nacimiento operó como intermediario entre ambos frentes hasta 1756. Tenía bastante influencia sobre el rey y el Parlamento y pudo así negociar entre los dos poderes y solamente apoyó de manera directa al parlamento una vez rotas las relaciones con el rey. Influenciado por las ideas janseistas, opinaba que el rey debía ser sólo un Primus Inter Pares y que debía ceder al parlamento el derecho de promulgar leyes y la elección de los Príncipes de Sangre.
El gran encontrón entre Conti y el rey se inició con la guerra de los Siete Años en 1756, aunque antes ya habían sorteado grandes dificultades debido a la oposición de sus alianzas. La firma de un tratado entre Prusia, el antiguo aliado de Francia y su tradicional enemigo, Inglaterra, da origen a una revaluación de las posiciones estratégicas de las alianzas francesas. Estas se concretan en una nueva alianza con Austria lo que desencadena una nueva guerra.
Madame de Pompadour se mostraba favorable a estos cambios estratégicos, mientras Luis Francisco estaba en contra. Él era enfático en este punto con su Système de politique générale, en el que abogaba por la estabilidad del poder de las potencias europeas tal como se habían definido en la Paz de Westfalia de 1648, según la política conducida por Richelieu y Mezarino: Conti quería mantener la alianza con Turquía, Polonia y Prusia, en contra de Austria. El rey que en un principio compartía la opinión con el príncipe, cambió de idea. Tras el Tratado de Versalles de 1756, la nueva alianza con Austria fue puesta a prueba con la guerra de los Siete Años donde Francia fue derrotada por Prusia e Inglaterra. Desde el inicio de los enfrentamientos, Conti se enfrentó al rey. Una vez que tomó una posición definida en el Parlamento en contra de la guerra, comprendió también que no le iban a invitar a participar militarmente en ella, la rotura con el rey fue definitiva.
A partir de ese año el príncipe de Conti no volvió a ser admitido en la Corte de Versalles y dividió su retiro entre su castillo de L'Isle-Adam y el palacio del Templo de París. 
Vio su primer gran éxito como opositor tras la renovación del Parlamento de París por uno más favorable al rey, con lo que fue más tarde conocido como el Golpe de Estado de Maupeou. Esta fue una nueva ocasión para Conti para oponerse abiertamente al totalitarismo. Logró convencer al resto de los príncipes de Sangre para enviar una nota de protesta al rey contra la renovación del Parlamento. Como símbolo de protesta todos dejaron la Corte, con la excepción de su hijo Luis Francisco, conde de la Marche, con quien estuvo en conflicto por largo tiempo. Los príncipes de Sangre volvieron a Versalles en 1772 pero Conti no lo hizo hasta la muerte de Luis XV en 1774.

### Príncipe ilustrado, coleccionista y mecenas

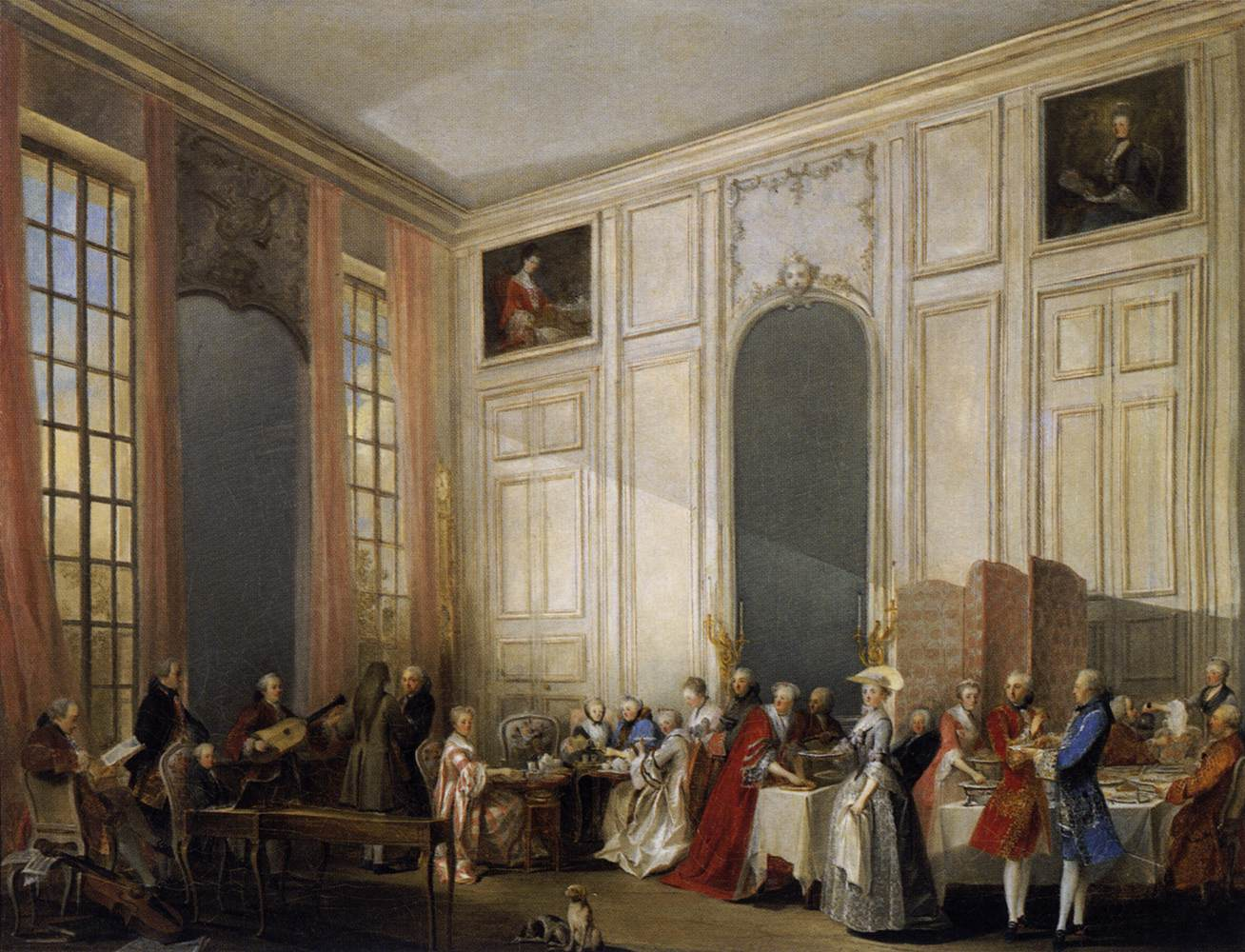
Té a la inglesa servido en el salón de los cuatro espejos en el palacio del Temple, Michel-Barthélemy Ollivier, 1766, Museo Nacional de Versalles.

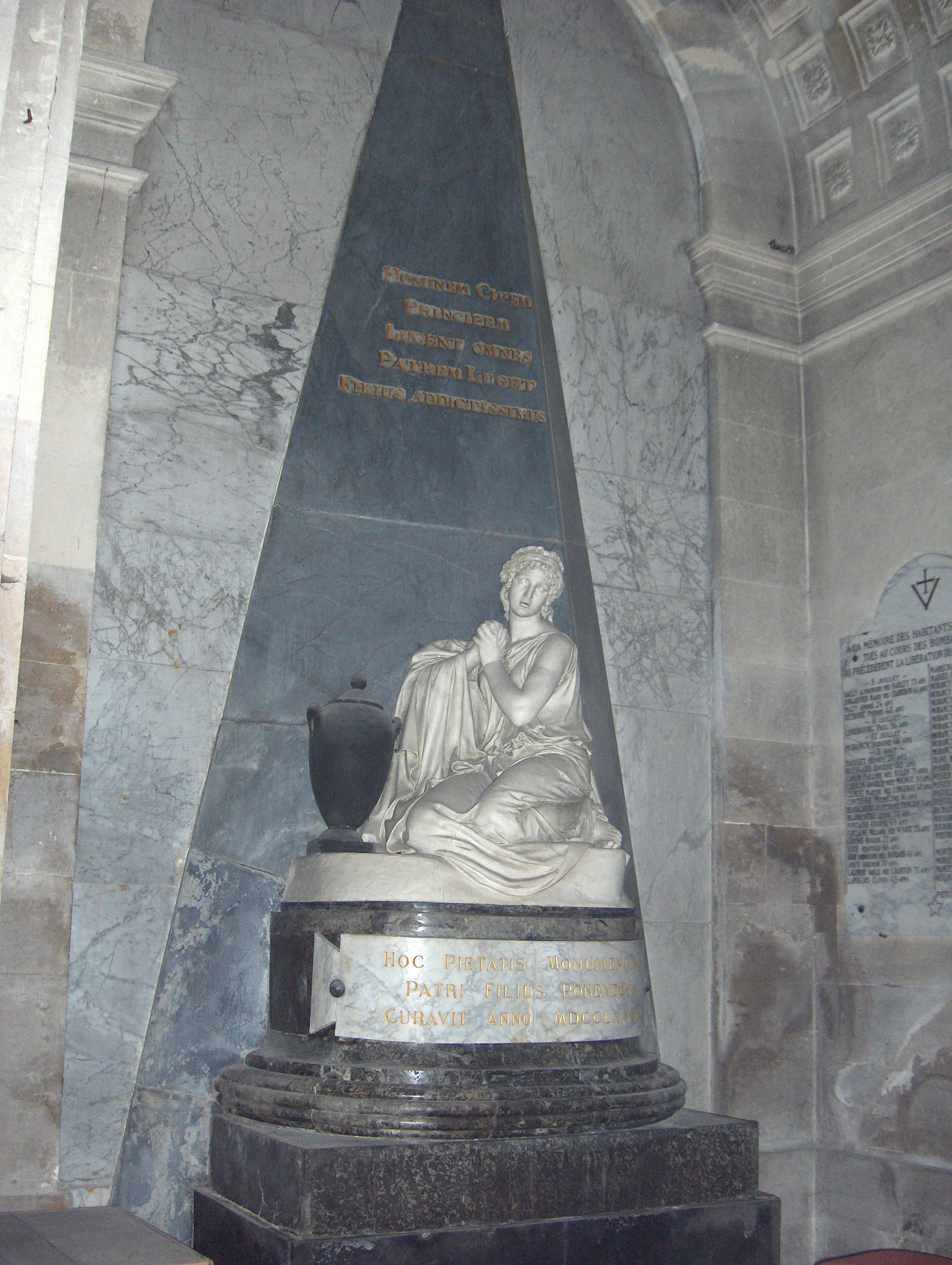
Monumento fúnebre de Luis Francisco de Borbón-Conti.

Aconsejado por su amante, la condesa de Boufflers, apoyó a varios filósofos y reunió en un salón de su palacio del Temple una tertulia que criticaba a la corte. Protegió a Jean-Jacques Rousseau, que vivió en su castillo de Trie, y concedió una pensión vitalicia a Pierre-Augustin de Beaumarchais. Era buen escritor, excelente orador y hábil músico.
Además de buen intérprete, fue un destacado mecenas musical. Mantuvo una orquesta cuya calidad era reconocida por sus contemporáneos. En uno los salones del palacio del Temple fueron recibidos el joven Mozart y su padre Leopold en 1763 y 1766. De uno de aquellos conciertos queda como recuerdo un cuadro, realizado en 1766 por el artista francés Michel-Barthélemy Ollivier, titulado Té a la inglesa servido en el salón de los cuatro espejos en el palacio del Temple, en el que se puede ver al pequeño Mozart sentado al clavicémbalo.
Desde joven, comenzó a reunir toda suerte de objetos de arte y curiosidades, gracias a lo cual llegó a poseer una de las colecciones más importantes de la segunda mitad del siglo XVIII.
Regresó a París a finales de junio de 1776, y se reconcilió con su hijo, pero renunció a la extremaunción en el momento de morir. Su cuerpo, enterrado provisionalmente en su castillo de L'Isle-Adam, fue trasladado posteriormente a la capilla funeraria construida por orden de su hijo en el extremo norte del transepto de la iglesia de San Martín de L'Isle-Adam.

### Matrimonio e hijos
Se tenía previsto que el príncipe se casara con un miembro de la casa de Borbón-Maine, Osea su prima María Anna. Única Hija de Luis Carlos de Borbón. y Luisa Ana de Borbón-Condé . Que eran los Duques de Aumale. Fue un matrimonio arreglado por los Conti. La futura pareja parecía llevarse bien. Sin embargo, a la mitad de los arreglos nupciales María Anna fallece por una pulmonía.
Los Maine no tenían más hijos por lo tanto recurrieron a otra candidata Luisa Diana de Orleans. La pareja si se caso y obtuvo descendencia. 
Con su esposa Luisa Diana de Orleans solamente tuvo un hijo, Luis Francisco José, quien será el último de los príncipes Borbón-Conti.
De su relación con Madame Dailly tiene dos hijos reconocidos:
- Francisco Claudio Fausto de Borbón-Conti: (1771-1833), nombrado marqués de Rémoville, y muerto sin hijos.
- Mario Francisco Feliz de Borbón-Conti (1772-1840), nombrado caballero de Hattonville casado con Angélica Enriqueta de La Brousse de Verteillac.

## Títulos y órdenes

### Títulos
- 1717-1727: Son Altesse Sérénissime le Comte de la Marche[14] (Su Alteza Serenísima el Conde de la Marche)

- 1727-1776: Son Altesse Sérénissime le Prince de Conti.[15] (Su Alteza Serenísima el Príncipe de Conti)

### Órdenes[16]

#### Reino de Francia
- 1 de enero de 1733:  Caballero de la Orden del Espíritu Santo. (Capilla del Palacio de Versalles)
- 1 de enero de 1733:  Caballero de la Orden de San Miguel. (Capilla del Palacio de Versalles)
- Caballero gran cruz de la Orden de San Luis.

#### Extranjeras
- 1749-1776:  Gran prior de Francia en la Orden de San Juan.

| Predecesor: Luis Armando II de Conti | Príncipe de Conti 1727-1776                                  | Sucesor: Luis Francisco II de Conti                |
| Predecesor: Juan Felipe de Orleans   | Gran prior de Francia de la Orden de San Juan vulgo de Malta | Sucesor: Luis Antonio de Artois, duque de Angulema |